# El Fuerte (Argentina)
El Fuerte es una localidad argentina en el departamento Santa Bárbara de la Provincia de Jujuy. Se encuentra sobre la Ruta Provincial 6, 25 km al nordeste de Santa Clara.
Las tierras pertenecían a la empresa Forestadora del Norte, una subsidiaria de Celulosa de Jujuy que presentó la quiebra. El lote de 11 mil hectáreas incluía el poblado y fue enviado a remate en 2002, el acreedor es el Estado pero la intención era quedarse con las tierras para poder repartirla a sus pobladores.
El Fuerte de Santa Bárbara data de 1765, cuando fue creado por Diego Tomás de Iriarte. Hay documentación de que el fuerte se encontraba en buen estado a fines del siglo XVIII, y fue en su momento el único construido en piedra. Hasta 1930 fue cabecera departamental, año en que pasó dicho título a Santa Clara por las dificultades que acarreaba el acceso en temporadas lluviosas. En las cercanías se encontraron aguas termales. Cuenta con comisión municipal, puesto de salud y escuela.